# Strahlbein

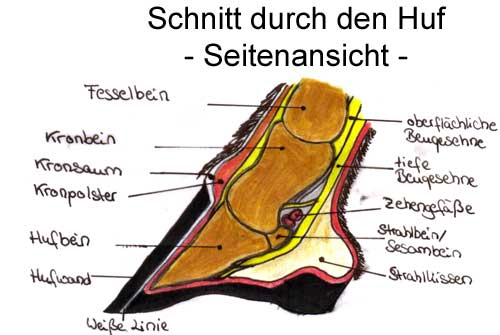
Sitz des Strahlbeins mittig im Huf

Als Strahlbein (lateinisch Os sesamoideum distale) bezeichnet man das Sesambein an der tiefen Beugesehne der Huftiere. Pro Zehe ist jeweils ein Strahlbein ausgebildet. Es liegt unter der Sehne am Gelenk zwischen Hufbein und Kronbein. Zwischen Sehne und Strahlbein liegt ein Schleimbeutel, der Hufrollenschleimbeutel (Bursa podotrochlearis).
Schleimbeutel, Strahlbein und Beugesehne werden auch unter dem Begriff „Hufrolle“ (Podotrochlea) bei Paarhufern als „Klauenrolle“ (lateinisch Podotrochlea) zusammengefasst. Zuweilen wird von Laien der Begriff „Hufrolle“ auch für die Entzündung derselben (→ Podotrochlose) verwendet.